# Bełżec udryddelseslejr
Bełżec ([ˈbɛwʒɛts]) var den første af tre tyske udryddelseslejre oprettet i forbindelse med Aktion Reinhard – de andre var Treblinka og Sobibor. Bełżec lå i nærheden af jernbanestationen Bełżec i Lublin-distriktet i tysk-okkuperet Polen. Lublin var på den tid en del af tysk Generalguvernementet Polen.

## Oprettelse
Den 13. oktober 1941 pålagde Heinrich Himmler SS-Brigadeführer Odilo Globocnik at gennemføre to projekter, nemlig at fortyske området rundt om Zamość og at bygge en udryddelseslejr i nærheden af Bełżec. Beliggenheden var ønskelig, dels af transporthensyn (lige ved jernbanelinjen og hovedvejen mellem Lublin og Lvov), dels fordi jødiske slavearbejdere allerede havde gravet en stor tankgrøft, som kunne benyttes som massegrav.
Lejren blev påbegyndt omkring 1. november 1941 med polske arbejdere; den ene, Bronislaw Czachor, blev interviewet i BBC-artiklen Poland's unknown death camp.  Senere blev jøder hentet fra omliggende ghettoer. Arbejdet og senere også drabene blev ledet af 20-30 tyskere, som til dels havde deltaget i Hitlers T4-eutanasiprogram ("T4" var forkortelsen for organisationens adresse, Tiergartenstrasse 4 i Berlin).
Vagtmandskaberne var ukrainske og sovjetiske krigsfanger, som havde meldt sig til opgaven. Lejrens samlede personale var færre end 150, der i løbet af de ni måneder, Bełżec var i drift, fik dræbt ca. en halv million mennesker.

### Christian Wirth
Den første kommandant hed Christian Wirth havde baggrund fra kriminalpolitiet i Stuttgart og fra T4s drab på misdannede og psykisk tilbagestående. I de første forsøgsgasninger i Bełżec (februar 1942) benyttedes kulos fra trykbeholdere; men han gik over til at benytte udstødningen fra en almindelig dieselmotor, da de regelmæssige gasninger begyndte i marts.
Wirth boede lige ved lejren i et hus med køkkenet for SS. Senere flyttede han til den forladte lufthavn ved Lublin, hvor de myrdede jøders ejendele blev sorteret. Bag hans bolig lå en fabrik med fremstilling af tjærepap. SS-manden Erich Bauer har bevidnet, hvordan Wirth tvang de jødiske slavearbejdere til at håndtere tjæren med de bare hænder, så vævet blev brændt væk, og de knoglerne kom til syne. Senere blev Wirth overflyttet til Trieste, hvor han oprettede et lille gaskammer i en forladt rismølle ved San Sabba. I april 1944 modtog han jernkorset, men måneden efter blev han skudt og dræbt af partisaner, da han kørte i åben bil i nærheden af Fiume. Han blev gravlagt på den tyske militærkirkegård ved Costermano.

### Første fase
Belzec var lille – kun 250 x 280 meter. Massegravene lå i det nordøstlige hjørne og optog efterhånden en femtedel af lejrens samlede område. Den sydlige del lå ved en tæt fyrreskov. Fra den 17. marts 1942 havde lejren tre gaskamre i træhuse, der lignede barakker og brusebad til en arbejdslejr, så ofrene ikke fik mistanke til, hvad der foregik. De første ofre var jødiske bygningsarbejdere og jøder fra Lubycza Krolewska.

### Anden fase
Snart forstod ledelsen, at de tre gaskamre ikke var tilstrækkelige til projektet. De blev revet ned og gav plads til en bygning med seks gaskamre, med kapacitet til at 1.000-1.200 kunne gasses ad gangen. Over tjærepap-taget stod en Davidsstjerne, og foran bygningen et skilt med påskriften Hackenholt-stiftelsen, en henvisning til Unterscharführer Lorenz Hackenholt, som var gasningsekspert fra T4. Han ombyggede også en af postvæsenets varevogne til et omrejsende gaskammer; i det blev de jødiske kontordamer i Bełżec gasset sidste dag, lejren var i drift. Hackenholt overlevede krigen og blev aldrig fundet, selv om historikeren Alan Heath hævder at have opdaget, hvor Hackenholt kan have skjult sig i 1960'erne.
Lejren bestod af to dele:
Lejr I, som bestod af ukrainernes barakker, samt værksteder og barakker for jødiske slavearbejdere og modtagelsescentret med to afklædningsbarakker.
Lejr II, der bestod af gaskamre og massegrave. De to lejre var forbundet med en smal korridor, kaldet der Schlauch (= "[vand]slange" eller "slid og slæb" ). Gennem den blev fangerne jaget mod gaskamrene så hurtigt og brutalt, at de ikke skulle nå at organisere nogen modstand – og fordi forpustede mennesker dør hurtigere, når de indånder giftgas.
I Bełżec blev de døde tømt direkte ned i massegravene. Det førte til, at de svulmede op i sommervarmen, så jorden slog revner og slap gas og stank ud. I andre lejre blev problemet løst ved bygning af krematorier.
En del af den daglige lejrrutine var, at en læge skrev dem op i arbejdskommandoen, der ikke kunne holde tempoet. De blev så ført til en åben grav og skudt. Af dem, der havde arbejdet i lejren om foråret, var ingen i live i august. Samtidig fik fangerne ordre til at stille et fodboldhold, der om søndagen spillede mod sine plageånder. SS-mændene tog det pænt, når de tabte mod jøderne.
15. november 1941 kom en transport på 4.000 nøgne jøder fra Zamość, deriblandt det jødiske råd. Præsidenten, Garfinkiel, var flygtet til Warszawa, og boede efter krigen i Vesttyskland under navnet Garwin; men vicepræsidenten fulgte med transporten og blev holdt tilbage, mens resten af transporten blev sendt i gaskammeret. Lejrorkesteret måtte spille Es geht alles vorüber, es geht alles vorbei og Drei Lilien, kommt ein Reiter gefahren, bringt die Lilien i timevis, mens vicepræsidenten blev tvunget til at danse til, mens han blev pisket hårdt over hovedet uden ophold, og SS-garnisonen morede sig storartet. Til sidst trak en lettisk Volksdeutscher, Schmidt, manden med sig hen til den åbne grav, skød ham gennem hovedet og sparkede ham ned i graven, oven på de gassede lig.
Fra 1. august 1942 overtog SS-Obersturmführer Gottlieb Hering ledelsen i lejren, da Wirth blev kaldt væk til andre opgaver. Hering var født den 2. juni 1887. Da Belzec skulle afvikles, overlod han ledelsen til Fritz Tauscher, men forsikrede før sin afrejse sonderkommandoen om, at de var trygge og skulle sendes til andre lejre efter eget ønske, hvad der selvfølgelig var løgn. I foråret 1943 blev han kommandant i Poniatowa-lejren. Den 4. november 1943 blev de jødiske fanger der likvideret som en del af Aktion Erntefest, der skulle udrydde alle polske jøder. Hering døde den 9. oktober 1945 af sygdom på Katharinen-sygehuset i Stetten im Remstal.

#### Kurt Gerstein
SS-manden Kurt Gerstein, der selv havde været fange i to måneder i sommeren 1938 i koncentrationslejren Weltheim uden for Stuttgart, ankom til Bełżec den 19. august 1942 med en forsendelse af Zyklon B-gas. Chokeret gravede han straks dåserne med giftgas ned, for derefter at påstå, at de var blevet ødelagt under transporten. Senere fortalte han om lejren til en række mennesker: På et tog betroede han sig grædende til den svenske diplomat Göran von Otter og foreslog, at flyveblade om Bełżec blev kastet ud over Tyskland; han bestak sig også til en audiens hos pavens udsending, kardinal Orsenigo, der ikke viste nogen interesse for hans beretning.
Under sit besøg i Bełżec var Gerstein vidne til ankomsten af 6.700 jøder fra Lvov, fordelt på 45 godsvogne. En højtaler oplyste om, at de var kommet til en transitlejr og skulle videre til en arbejdsplads, men først skulle de få et bad. 1.450 var døde allerede ved ankomsten, resten blev sendt lige i gaskamrene, hvor Hackenholt masede med at få gang i dieselmotoren. Den ville ikke starte, og Wirth dukkede op synligt nervøs over, at en gæst blev vidne til fadæsen. I gaskamrene ventede ofrene på døden, man hørte dem klage og græde, "som i synagogen", sagde Wilhelm Pfannenstiel, ifølge Gerstein med øjet mod kighullet. Pfannenstiel var professor ved universitet i Marburg og knyttet til SS som konsulent i hygiejnespørgsmål. Han og Gerstein var sendt til Polen, fordi Globocnik ville rådføre sig med dem om, hvordan man bedst fik desinficeret de enorme lagre med de myrdedes tøj.
Rasende over forsinkelsen slog Wirth Hackenholts ukrainske medhjælper 11-12 gange i ansigtet med sin pisk – han havde også pisket en jødinde i 40-årsalderen i ansigtet for at jage hende ind i gaskammeret. Gerstein stod med stopur; to timer og 49 minutter forløb, før dieselmotoren kom i gang. Så længe måtte fangerne, seks på hver kvadratmeter, stående på hinandens fødder, vente på døden. Efter endnu 25 minutter så Gerstein, at mange var døde; kammeret blev oplyst et øjeblik, inden det igen blev mørkt. Efter 32 minutter var alle døde. Gerstein syntes, de lignende blålige marmorstatuer, tilsvinet af blod og afføring – så tæt sammentrængt, at arbejdskommandoen måtte stikke kroge i munden på de døde, som derefter blev trukket fra hinanden og smidt med flaksende lemmer ud på rampen. Det hastede – der stod en ny last jøder i "slangen" og ventede på deres tur. Lig med guldtænder blev sendt til venstre, lig uden guldtænder til højre. Tandlæger hamrede guldet ud. Andre arbejdere spredte de dødes ben og udvidede analmuskel og skede for at se efter værdigenstande. "I midten stod Wirth, i sit rette element, og viste mig en dåse fuld af tænder mens han sagde: "Se selv vægten af alt det guld! Det her er bare fra i går og i forgårs. Du kan ikke forestille dig, hvad vi finder hver dag – dollars, diamanter, guld. Du kan selv se!" En ny last jøder blev tvunget ind i de tømte, men stinkende kamre. Hele tiden lød lystig musik; opstillet foran bygningen stod lejrens lille orkester. Lederen for arbejdskommandoen var en tidligere kaptajn i den østrigsk-ungarske hær, belønnet med jernkorset i første verdenskrig; nu violinist i en dødslejr, hvor luften var tyk af stank og fluer.

#### Jan Karski
Gasning var ikke den eneste drabsmetode. Den polske modstandsmand Jan Karski besøgte Bełżec, forklædt i estisk uniform. Han fortæller i sin bog, hvordan han på en kilometers afstand hørte de første skrig og skud fra lejren. Larmen tiltog, da han nærmede sig: "Lejren lå på en stor, flad mark. På alle sider var den omgivet af et frygtindgydende pigtrådhegn, næsten to meter højt. Indvendigt stod vagter for hver femten meter med rifler og påsatte bajonetter. Udvendigt cirklede militsmænd på konstant patruljering. Selve lejren indeholdt nogle få små skure. Resten af området var helt dækket af en tætpakket, pulserende, larmende menneskemasse. Udsultede, stinkende, gestikulerende, sindssyge mennesker i konstant, ophidset bevægelse. Vagterne havde det trætte udseende, som dem der udfører et kedeligt rutinejob med vag afsky." Fangerne kom fra Warszawa-ghettoen. Karski hørte, at de normalt blev efterladt i lejren i 3-4 dage i træk uden mad eller vand, før de blev dræbt. De fik lov til at medbringe fem kilo bagage hver, men den blev frataget dem allerede i toget, bortset fra sengetøj og nogle madrester. Under Karskis besøg var efteråret kommet med regn og rå kulde. Barakkerne kunne ikke rumme mere end 2-3.000 mennesker, og da hver transport omfattede over 5.000, var der altid flere tusinde, som var tvunget til at opholde sig udendørs, dag og nat.
Karski så en port blive åbnet af SS-mænd. Udgangen var blokeret af to godsvogne. En SS-mand brølede nu til mængden, at den skulle ind i toget for at fragtes til et arbejdssted. Da folk blev stående målløse, begyndte han leende at skyde ind i mængden. I panik flygtede de mod toget. Hver vogn kunne maksimalt tage 100 passagerer uden bagage, hvis de stod tæt sammen. Tyskerne tvang op til 130 jøder ind i hver vogn. De klatrede over hoved og skuldre på hinanden for at komme ind. Derefter slog politifolkene dørene i over de fremstikkende kropsdele. Karski så, at gulvene i toget var strøet med et hvidt pulver – ulæsket kalk, der bobler og ryger, når det kommer i kontakt med fugt. For nazisterne tjente kalken en dobbelt funktion: Den fugtige hud, der kom i kontakt med kalken, blev forsvandt hurtigt. Togpassagererne ville på kort tid være brændt til døde, med kødet tæret væk ind til knoglerne. Desuden hindrede kalken de rådnende lig i at sprede sygdom: "Det tog tre timer at fylde toget. Det var skumring, da de 46 vogne var fulde. I hele sin længde syntes toget med sin skælvende last af menneskekød at vibrere, svinge og hoppe som om det var forhekset. Indimellem indtraf en mærkelig, samtidig pause, inden hele toget igen begyndte at jamre og hulke, klage og hyle. Inde i lejren lå lig tilbage. Tyske politifolk gik afmålt rundt og skød dem, der rørte på sig. I stilheden var den eneste lyd de umenneskelige skrig fra toget, der nu rullede bort. Omsider ophørte også de. Alt der nu var tilbage, var stanken af ekskrementer og rådden halm, og en mærkelig, syreagtig lugt, som jeg tror kom fra alt det spildte blod." Karski vidste, at toget nu ville tilbagelægge ca. 130 km, derefter standse på en øde slette og blive stående der i 2-4 døgn, til kalk, kvælning og skader havde bragt hvert skrig til tavshed. Under skarp bevogtning dukkede der så et sjak unge, stærke jøder op, som ryddede vognene, brændte ligene, og tømte askebunken i et hul. Det ville tage 1-2 døgn.
Det, Karski fik fremvist som Bełżec, var egentlig transitlejren ved den lille provinsby Izbica, der tjente som bufferlejr for Bełżec, når gaskamrene var overbelastede. 

#### Wilhelm Cornides
Cornides var en Wehrmacht-officer, der 30. august 1942 rejste gennem Rzeszow på vej mod Chelm, da en jernbanepolitimand fortalte ham, at der 1. september skulle sættes en marmorplade op med guldbogstaver, fordi byen da ville være jødefri. Han forklarede, at tog med jøder passerede nærmest dagligt, og at 6.000 jøder fra Jaroslaw for nylig var blevet dræbt på én dag.
Næste dag ankom Cornides til Rawa Ruska. Midt på dagen ankom der et tog med vagter siddende på taget. 35 kvægvogne og en passagervogn var fulde af mennesker; vinduerne var spærret af pigtråd på kryds og tværs. Jøderne prøvede at skaffe sig vand ved at stikke flasker ud mellem spærringerne, men SS-vagter omringede toget. Et tog ankom fra Jaroslaw; passagererne strømmede over perronen uden at anfægtes. Kun nogle jøder, der lastede en vogn for hæren, vinkede med huen til de indespærrede. En jernbanepolitimand forklarede at det her sandsynligvis var de sidste fra Lvov: "Det her er foregået i tre uger uden ophold. I Jaroslaw bliver kun otte tilbage, ingen ved hvorfor." "Og så?" "Gift." "Gas?" Politimanden trak på skuldrene: "I starten tror jeg, de skød dem."
Cornides tog eftermiddagstoget til Chelm. Han fik endnu et tog at se med tal skrevet med kridt uden på hver vogn. En jernbanepolitimands kone rejste i samme kupé og fortalte at sådanne tog kom dagligt, ind imellem også med tyske jøder. "I går lå der seks børnelig langs linjen." Politimanden, der ledsagede toget, bekræftede dette og tilføjede, at adskillige tog med tjekkiske jøder var kommet efter drabet på Reinhard Heydrich. Kvinden lovede at sige til, når de nærmede sig Belzec. Et tog kom i modsat retning, nu med vognene tømt. Først fyrreskov, så kom hegnet og en stram lugt. "Men de stinker jo allerede!" udbrød kvinden. Politimanden lo: "Vrøvl, det er kun gassen." Kort tid efter sluttede hegnet. Et dobbeltspor førte ind i lejren, hvor en barak stod åben; Cornides så tydeligt, at tøjbylter var stablet helt op under taget.
Samme aften i Rawa Ruska noterede han en samtale med en ung ingeniør med partimærke. Han fortalte, at nogle jøder, også kvinder, arbejdede for hæren. Deres arbejdskapacitet var kun 30% af tyske arbejderes; nogle fik brød fra arbejdsgiveren, men andre måtte selv finde mad. Han kunne ikke glemme, at han en gang i Lvov så SS bruge stokke og pisk til at drive jøder ind i et tog og fortalte om det med tårer i øjnene. En sudetertysk arbejdsformand fortalte, at en fuld SS-mand havde siddet i cafeen og grædt som et barn. Han var vagt i Belzec og hævdede, at hvis det fortsatte sådan i fjorten dage til, ville han tage sit liv.
1. september 1942 fortalte en politimand til Cornides, at en ukrainer for nylig var der med en stor seddelbunke, ure og guld: "De finder alt det her i tøjet." Han fortalte, at jøderne fik at vide, at de skulle afluses; så klædte de sig af og gik ind i et værelse, hvor de blev mødt af en hedebølge og en lille dose gas, som lokalbedøvelse: "Resten følger, og så bliver de straks brændt." Da Cornides undrede sig over, hvad der lå bag, forklarede politimanden, at jøderne vidste for meget efter at have arbejdet for hæren og fortalte det videre til russerne. Desuden styrede de sortbørshandelen og pressede priserne op: "Når jøderne er væk, vil priserne igen gå ned."

#### Vogterne
Paul Groth var en af de yngste vogtere, kun 20 år ved ankomsten. Han var konstant beruset og forstyrrede lejrens rutiner i sådan en grad, at han blev overført til Sobibor, hvor han fortsatte sin sadistiske opførsel. Fire fanger måtte bære ham rundt i en lænestol, mens han slap brændende papirstykker ned i hovedet på dem. Han kunne tvinge en tynd fange til at indtage vodka og et kilo pølser i løbet af nogle minutter; derefter tvang han munden op på fangen og urinerede i den og brølede af latter, når fangen brækkede sig. Andre fanger måtte spise deres egne ekskrementer, selv om de tiggede ham om at blive skudt i stedet for; andre igen blev tvunget til at springe ud fra taget med en opslået paraply. Brudskaderne medførte, at de blev ført hen til en åben grav og skudt. Så forelskede Groth sig i en teenager, Ruth, der kom med en transport fra Wien. Han holdt nu op med at slå fangerne, men ledelsen reagerede på forholdet, og da Groth kom tilbage fra orlov, var pigen blevet skudt. Kort tid efter blev han sendt tilbage til Bełżec. Han forsvandt efter krigen; myndighederne erklærede ham død i 1951 efter anmodning fra enken.
Reinhold Feix fortalte Reder, at han var en gift og havde to børn. Han talte meget hurtigt, og hvis nogen ikke fik fat på, hvad han sagde, slog han og skreg til dem. Feix satte en jødisk doktor i kemi til at male køkkenet. Med nogle minutters mellemrum måtte jøden kravle ned fra stigen, så Feix kunne slå ham i ansigtet med pisken, derefter kravle blodig og forslået op igen, og male videre i nogle minutter. Feix spillede violin og tvang lejrens orkester til at spille Højlænder, er der intet, du fortryder? til de faldt om.

## Afvikling
Lejren blev afviklet i december 1942, da så godt som alle jøder i Generalguvernementet var dræbt. Mellem december 1942 og foråret 1943 blev massegravene åbnet og ligene brændt af en sonderkommando på op imod 500. Derefter blev lejren revet ned, selv om Wirths hus og SS-bygningen, der oprindeligt var de polske jernbaners ejendom, blev stående. Der blev plantet fyr og lupiner og anlagt en bondegård for at skjule alle spor efter mordene. Nyttegenstande blev fragtet til Majdanek. I dag er Bełżec et område med høj skov, men hvis man graver i den underligt frugtbare sandjord, finder man straks benrester.
De få transporter, der ankom i december, førte til at fangerne sultede; Chaim Hirszman fortalte i marts 1946, at de havde været så sultne, at nogen pillede kød af benene på de døde og spiste det. Der kom udbrud af tyfus; både tyskere og ukrainere måtte indlægges. Die Aschkolonne (= askebrigaden) knuste opgravede knogler. Ledelsen lånte en knogleknuser fra Janowska-lejren; den blev betjent af den ungarske jøde Szpilke. Det var en tung cementblander med tunge jernkugler inde i tromlen. Denne roterede, så kuglerne knuste knoglerne til støv, der blev filtreret gennem en si i bunden.
De 300 jøder, som måtte udføre det sidste oprydningsarbejde, blev sendt med tog til Sobibór i august 1943; der blev de ført ud af godsvognene ti og ti og skudt ved ankomsten. Kun Chaim Hirszman overlevede, da det lykkedes ham at bryde ud af toget på vejen. Tragisk nok blev han den 19. marts 1946 skudt og dræbt af polske antisemitter sandsynligvis fra Armia Krajowa (= hjemmehæren) dagen efter, at han havde afgivet forklaring til den jødiske historiske kommission i Lublin. Hans enke, Pola Hirszman, har fortalt om transporten han var vidne til, hvor småbørn op til treårsalder ankom uden ledsagere. Arbejdsjøderne blev sat til at grave et stort hul, børnene smidt ned i det og levende begravet. Hirszman kunne ikke glemme, hvordan jorden hævede sig, indtil børnene var kvalt.

## Overlevende
Meget få overlevede Bełżec, hvad der forklarer, at så lidt vides om den. I februar 1942 undslap en ubekendt syttenårig, der kom med en transport fra Lubycza Krolewska som bygningsarbejder. Under de første transporter i marts 1942 undslap Mina Astman og Malka Talenfeld. De to jødinder gemte sig i en grøft, sneg sig ud under pigtråden, da natten kom, og tog hjem til Zolkiew, hvor de fortalte, hvad de havde set.
Chaim Hirszman er allerede nævnt. Mest kendt er Rudolf Reder, sæbefabrikant fra Lvov, der flygtede i sin hjemby, hvortil han var sendt fra Bełżec for at gøre indkøb. Vagten faldt i søvn i bilen, og Reder sneg sig væk. Han udgav i 1946 bogen Belzec i Polen og emigrerede til Canada. Han kom til Tyskland som vidne i retssagen. Han var med til at slæbe døde til massegravene: "Jorden var sandet. Et lig blev trukket af to mænd. Vi slog læderremme om de dødes håndled. Ofte satte ligets hoved sig fast i sandet. Børnekroppe bar vi to af gangen, en over hver skulder – det fik vi ordre til."
Den 11. april 1942 blev familien Welsztein deporteret. Det lykkedes den 13-årige søn at undslippe og komme tilbage til Zamość, hvor han fortalte det jødiske råd, hvordan den 44 km lange togrejse havde varet hele natten. Ved ankomsten søndag morgen blev kvinder og mænd adskilt og stillet op i fire rækker. En SS-officer fortalte dem, at de skulle sendes videre østpå og først skulle have et bad. Derfor skulle de tage deres tøj af og aflevere værdigenstande. I stedet for gemte drengen sig i latrinen. Herfra så han dørene til en barak åbne sig mod en rampe, og 50-60 unge jøder og nogle SS-mænd trak nøgne lig væk. Senere krøb han op og fik hjælp af en lokal landmand, som viste ham vejen hjem til Zamość.
I juni 1942 gemte tandlæge Bachner sig på samme vis i latrinen. Han fulgte en transport på adskillige tusinder jøder fra Krakow. Op til næsen i afføring og fluer stod han der i to døgn, før det lykkedes ham at slippe ud af lejren. To uger senere var han tilbage i Krakows ghetto, hvor han fortalte det jødiske råd hvad han havde set. Bachner overlevede næppe krigen, for en af anklagerne mod kommandanten i Plaszow, Amon Göth, var, at han skød og dræbte familien Bachner.
I oktober 1942 blev rabbi Israel Spira deporteret fra lejren i Janowska. Hans kone blev dræbt, men Spira selv blev udvalgt til at sortere tøj. Nogle dage senere var han med det tog, der bragte de myrdedes tøj til Janowska; han sneg sig væk fra sit følge og blandede sig med andre jøder.
En anden, der undslap Bełżec, var Bracha Ritterbrand, Sara Ritterbrands firårige datter, som blev smuglet ud af lejren i en brødkurv af sin morbror. Han lod som han var "arisk", men blev skudt for øjnene af sin søster. Hun overlevede krigen og blev genforenet med sin datter. Julia Pepiak, der boede på stedet, tog sig af Bracha under krigen; Bracha emigrerede til Israel og fik sin egen familie. Sara var kommet fra Lvov med sin datter i 1941 og var en af de 30 jødinder i lejrens vaskeri; hun var også den sidste, der forlod Bełżec.

## Drabstal
Man regner med, at 600.000 jøder blev myrdet i Bełżec. Tyskerne ødelagde alle transportdokumenter, men polske jernbaneansatte som stationsforstanderen i Bełżec, Alois Berezowski, registrerede alle togtransporter.  Fra slutningen af 1997 til begyndelsen af 1998 blev der gennemført en arkæologisk undersøgelse af området ved Andrzej Kola (universitetet i Torun) og Mieczyslaw Gora (kurator ved Museum for arkæologi og etnologi i Lodz). De fandt 33 massegrave og ca. 15.000 ukremerede lig: "De største massegrave (...) indeholdt ubrændte menneskerester (dele af kranier med hår og hud på). Det nederste lag bestod af et tykt lag af sort menneskefedt. En grav indeholdt hele menneskeknogler så tæt sammenstuvet, at boret ikke kunne trænge gennem." Nyere fund af massegrave og udgravninger, som et team fra universitetet i Torun gennemførte i 2002, tyder på at mere end en million jøder kan være dræbt i Bełżec. Et telegram sendt af Hermann Höfle, Aktion Reinhards øverstkommanderende, opgiver, at 434.508 jøder var dræbt i Bełżec pr. 31. december 1942. På den tid var lejren nærmest afviklet, så dette tal kan anses som ret endeligt. Höfles tal blev også brugt i Korherr-rapporten fra 18. januar 1943.
Under optagelserne til dokumentarfilmen Belzec, der blev vist på konferencen Les Juifs et la Pologne i Paris den 13. januar 2005, fortalte lokalbefolkningen ved Bełżec, hvordan de gravede området op på jagt efter guld fra jødernes tænder. De gravede sig ned under det mudder af forrådnelse, som tyskerne allerede havde siet ved hjalp af tærskemaskiner konfiskeret fra områdets landmænd, ned til et lag med hele knogler, og tog hele kranier med hjem, så naboerne ikke kunne se, om de havde fundet noget af værdi.

## Retsopgøret
I august 1963 blev otte af de overlevende vagter fra lejren stillet for retten i München, anklaget for medvirkning til mord. Holocaust-benægtere kan notere sig, at ingen af de sigtede benægtede, at de var indblandet i massemord; derimod anførte de, at de kun havde handlet efter ordre. Retten viste forståelse for det, selv om Nürnberg-processen havde slået udtrykkelig fast, at det ikke er gyldig grund for deltagelse i krigsforbrydelser. Josef Oberhauser blev sigtet for medvirkning til 450.000 mord; Werner Dubois, Robert Jührs, Heinrich Unverhau, Ernst Zierke og Karl Alfred Schluch i 360.000 mord, Heinrich Gley i 170.000 mord og Erich Fuchs i 90.000 mord. Af de otte blev kun Josef Oberhauser dømt – til fire og et halvt års fængsel, hvilket skulle svare til fem minutter pr. mord. Han blev sat fri efter at have afsonet den halve tid; derefter arbejdede han bag disken i en ølstue, hvor Claude Lanzmann interviewede ham til sin dokumentarfilm Shoah. 